# Referendum sulla devoluzione gallese del 1997
Il referendum sulla devoluzione gallese del 1997 fu un referendum pre-legislativo tenutosi in Galles il 18 settembre 1997 durante il quale gli elettori furono in grado di commentare la questione se un parlamento regionale gallese separato dovesse essere istituito. Con una maggioranza molto piccola, gli elettori hanno deciso di istituire un parlamento del genere.

## Sfondo
Il primo referendum sull'istituzione di un parlamento gallese si era svolto nel 1979. A differenza della Scozia, dove una ristretta maggioranza di elettori ha votato per un parlamento scozzese in un referendum simile nel 1979, il Galles aveva votato contro un parlamento gallese con una grande maggioranza del 79,4%. Negli anni seguenti ci fu uno scarso sviluppo verso una maggiore autonomia gallese.
Nel 1983 il Partito Liberale gallese incluse l'obiettivo dell'autogoverno del Galles nel suo programma di partito. Il Partito Conservatore, d'altra parte, sviluppò una politica unionista ed era molto contrario alla deconcentrazione, perché vide l'inizio della disintegrazione del Regno Unito. Il Partito Laburista è stato a lungo scettico sulle idee di decentralizzazione nel Regno Unito, ma nel 1992, come partito di opposizione, ha incluso l'obiettivo di creare un parlamento gallese nel suo programma di partito. I principali politici laburisti gallesi erano Ron Davies e Rhodri Morgan. A differenza della Scozia, non vi era una grande coalizione tra parti diverse nel perseguire l'obiettivo dell'autogoverno gallese nel Regno Unito, ma il Partito Laburista era la forza dominante e trainante su questo tema. Nel marzo 1996 è stato raggiunto un accordo tra il leader gallese del Partito Laburista e i Liberal Democratici in Galles, Ron Davies e Alex Carlile, per il sostegno congiunto per il voto "sì" in un futuro referendum sull'istituzione di un parlamento gallese. Il Partito Laburista aveva concordato di eleggere un'assemblea gallese utilizzando il tradizionale sistema del first-past-the-post che è stato invertito alla fine del 1996 a favore del sistema aggiuntivo dei membri. Questo cambiamento è stato fondamentale per ottenere il sostegno di Plaid Cymru e dei Liberal Democratici gallesi in caso di referendum.

## Domanda referendaria
La domanda referendaria è stata formulata come una coppia di dichiarazioni opposte. Per esprimere un voto valido, l'elettore ha dovuto sceglierne una con cui concordare.
|                | Si                                                          | No                                                              |
| -------------- | ----------------------------------------------------------- | --------------------------------------------------------------- |
| lingua inglese | I agree that there should be a Welsh Assembly.              | I do not agree that there should be a Welsh Assembly.           |
| traduzione     | Sono d'accordo che ci dovrebbe essere un'assemblea gallese. | Non sono d'accordo che ci dovrebbe essere un'assemblea gallese. |

## Risultati
| D'accordo: 559,419 (50.3%) | Disaccordo: 552,698 (49.7%) |
| ▲                          |                             |

fonte:

### Risultati per autorità unitaria
| Consiglio locale   | Affluenza | Voti   | Voti   | Proporzione di voti | Proporzione di voti |
| Consiglio locale   | Affluenza | Si     | No     | Si                  | No                  |
| ------------------ | --------- | ------ | ------ | ------------------- | ------------------- |
| Anglesey           | 56.9%     | 15,649 | 15,095 | 50.9%               | 49.1%               |
| Blaenau Gwent      | 49.3%     | 15,237 | 11,928 | 56.1%               | 43.9%               |
| Bridgend           | 50.6%     | 27,632 | 23,172 | 54.4%               | 45.6%               |
| Caerphilly         | 49.3%     | 34,830 | 28,841 | 55.7%               | 44.3%               |
| Cardiff            | 46.9%     | 47,527 | 59,589 | 44.4%               | 55.6%               |
| Carmarthenshire    | 56.4%     | 49,115 | 26,119 | 65.5%               | 34.5%               |
| Ceredigion         | 56.8%     | 18,304 | 12,614 | 59.2%               | 40.8%               |
| Conwy              | 51.5%     | 18,369 | 26,521 | 40.9%               | 59.1%               |
| Denbighshire       | 49.7%     | 14,271 | 20,732 | 40.5%               | 59.5%               |
| Flintshire         | 41.0%     | 17,746 | 28,707 | 38.2%               | 62.8%               |
| Gwynedd            | 59.8%     | 35,425 | 19,859 | 64.1%               | 35.9%               |
| Merthyr Tydfil     | 49.5%     | 12,707 | 9,121  | 58.2%               | 41.8%               |
| Monmouthshire      | 50.5%     | 10,592 | 22,403 | 32.1%               | 67.9%               |
| Neath Port Talbot  | 51.9%     | 36,730 | 18,463 | 66.5%               | 33.5%               |
| Newport            | 45.9%     | 16,172 | 27,017 | 37.5%               | 62.5%               |
| Pembrokeshire      | 52.6%     | 19,979 | 26,712 | 42.8%               | 57.2%               |
| Powys              | 56.2%     | 23,038 | 30,966 | 42.7%               | 57.3%               |
| Rhondda Cynon Taff | 49.9%     | 51,201 | 36,362 | 58.5%               | 41.5%               |
| Swansea            | 47.1%     | 42,789 | 39,561 | 53.0%               | 47.0%               |
| Torfaen            | 45.5%     | 15,756 | 15,854 | 49.8%               | 50.2%               |
| Vale of Glamorgan  | 54.3%     | 17,776 | 30,613 | 35.5%               | 64.5%               |
| Wrexham            | 42.4%     | 18,574 | 22,449 | 44.3%               | 55.7%               |